# Анненково (Татарстан)
А́нненково — деревня в Бугульминском районе  Республики Татарстан Российской Федерации. Входит в состав Староисаковского сельского поселения.

## География
Деревня расположена на автомобильной дороге Казань - Оренбург, в 15 километрах к юго-востоку от города Бугульма.   

## Население
| 1859 | 1897 | 1920 | 1938 | 1949 | 1958 | 1970 | 1979 | 1989 | 2000 | 2015 |
| ---- | ---- | ---- | ---- | ---- | ---- | ---- | ---- | ---- | ---- | ---- |
| 316  | 246  | 312  | 245  | 164  | 84   | 93   | 80   | 34   | 21   | 16   |